# 李键 (贵族)
李鍵（：／ I Geon，1909年10月28日—1990年12月21日）是大韓帝國皇族義親王李堈與他的側室修觀堂鄭氏（수관당 정씨）所生的長男。兒名勇吉，本貫全州李氏。原為王公族，1947年後改名桃山虔一（日语：／ Momoyama Ken'ichi）。

## 生平
李鍵的人生大多數都在日本渡過。1918年當他9歲時，入讀日本學習院的初等科，1922年，入讀日本陸軍幼年學校。在學期間，由於異母弟弟李鍝公由於成為李埈鎔的繼承人，當時仍然用名「勇吉」的李鍵地位在他之下；1924年3月17日，他才改名「李鍵」。1930年，在陸軍士官學校第42期畢業，並得到少尉軍階，1932年年晉升中尉，然於1935年年後升讀日本陸軍大學騎兵科，並在1936年晉升陸軍大尉。1938年，以當時全屆最差成績成為陸軍大學第51期畢業生。
1930年，李鍵繼承了父親的寺洞宮和城樂園，以及繼承父親擁的公爵爵位。1931年10月5日，李鍵在東京與李垠妃李方子的表妹松平誠子結婚。誠子是海軍大佐松平胖的長女，為了獲得與李鍵結婚的資格，被安排與李方子的妹夫、伯爵廣橋真光結為養兄妹。之後李鍵繼續軍務，並在1936年晉升陸軍大尉、1940年晉升陸軍少佐、1943年晉升陸軍中佐，到1945年升為陸軍中佐後從軍隊退役。
1947年5月3日，盟軍佔領時期的日本，在盟軍占領當局（GHQ）的建議之下，頒佈了新的日本國憲法。新憲法廢止皇室令，使得李王家、華族等身分失去法律效力，因此李鍵隨同所有華族成為平民。根據同時期頒布的外國人登錄令，由於崇拜明治天皇，李鍵根據其陵墓伏見桃山陵為自己取了「桃山虔一」這個日本姓名；妻子誠子改名「佳子」，兒女也改名為「忠久」、「欣也」、「明子」。為了維持生計，佳子曾在1947年7月18日開設一家名為「桃山」的糖果店，卻在10個月後倒閉，之後又成為银座俱乐部的社长。。
戰後，桃山夫妻各有不同工作，而從戰前之前就存在的冷淡關係，此後逐漸走向破裂。由於受到生意失敗等壓力影響，桃山虔一缺乏自信，經常外出和一位名為前田美子（日语：まえだ よしこ）的女子見面。之後，在美子的要求之下，桃山虔一與美子之父藤吉見面；藤吉要求桃山將女兒納為妾，以讓女兒贍養自己，不過桃山最後決定與佳子離婚以和前田美子結婚。他和佳子達成協議，長子忠久歸佳子，長女明子、次子欣也由虔一扶養。
桃山虔一過世之後，在其堂弟懷隱皇世孫李玖在2005年過世之際，幼子桃山孝哉表示，他直到父親過世前都不知道父親身為朝鮮王族的身分，並自認為已經完全是日本人了，因此不認為自己和皇室繼承有任何關係。

## 家庭
- 前妻：松平佳子（日语：松平佳子）
  - 本姓松平，婚前名「廣橋誠子」，戰後改名佳子，曾改姓「李」、「桃山」，1951年離婚後恢復本姓松平。1970年代，松平佳子和自稱是明治天皇之子的橘天敬（日语：橘天敬）同居，後者在1984年過世；她本人在2006年6月過世[2][註 5]
  - 私生子：李沂，後改名「松平忠久」，經血液鑑定發現不是李鍵的親生子[2][註 6][註 4]
  - 子：李沖：後改名「桃山欣也」
  - 長女：李沃子，後改名「桃山明子」
- 後妻：前田美子
  - 子：桃山孝哉（1952年出生）
  - 次女：まや
  - 三女：上野久美（1957年出生），丈夫上野秀治（日语：上野秀治）是德川圀順的孫子[4][5]

### 附註
1. ↑  《朝鮮王公族——帝國日本の準皇族》第123－125頁
2. ↑  《朝鮮王公族——帝國日本の準皇族》第125－127頁
3. ↑  《朝鮮王公族——帝國日本の準皇族》第221－223頁
4. 1 2  《朝鮮王公族——帝國日本の準皇族》第224－225頁：「虔一は納期に追われるストレスや顧客からのダメ出しで次第に自信を失い、たびたび外出しては前田美子という女性と會るよになったのだ。ある日、虔一は美子の依賴で父親の藤吉と面會した。……娘を妾として囲い、父親どもども面倒を見てほしいといった趣旨の依賴をしたという。……妾は作らないと決めていたからである。……虔一が「欣也と明子はこちらで引き取ることにするが、忠之はそちらへ渡すから、たのみます」と提案し、そのようになった。忠久（李沖）……血のつながりが関係していたのかもしれない。」
5. 1 2  《朝鮮王公族——帝國日本の準皇族》第232頁：「李源や李海瑗よりも直系に近い孝哉である。……『自分が一〇〇%日本人だと思っている』『李王家のことや、最近の王位継承うんぬんは、私には何一つ関係のないことです』……」
6. ↑  《朝鮮王公族——帝國日本の準皇族》第129頁：「しかし、李沖は誠子が浮気をしてもうけた子で李鍵公とは血のつながりがないという說もある。」

## 外部連結
- 일본에 인질로 간 의친왕의 두 아들：월간 아리랑 기사(2003)
- 황세손 이구·이방자 여사 참배：조선일보 기사(2006)

| 李鍵          |                                           |               |
| 前任： 父李堈 | 第二代寺洞宮宗主（李公家） 1930年－1947年 | 繼任： 弟李錕 |